# 名古屋市立天白特別支援学校
名古屋市立天白特別支援学校（なごやしりつ てんぱくとくべつしえんがっこう）は、愛知県名古屋市天白区植田山二丁目にある公立特別支援学校。

## 設置学部
- 小学部
- 中学部
- 高等部

## 歴史
- 1961年（昭和36年）4月 - あけぼの学園内に名古屋市立植田小学校・名古屋市立天白中学校の分教室としての特殊学級が設置される[1]。
- 1977年（昭和52年）4月 - 名古屋市立御幸山中学校分教室に変更される[1]。
- 1980年（昭和55年）4月 - 小学部および中学部を備えた養護学校として、名古屋市立天白養護学校が設置される[1]。
- 1981年（昭和56年）4月 - 高等部を新設する[1]。
- 1989年（平成元年）11月 - 校歌を制定[1]。
- 2005年（平成17年）4月 - 高等部に重複学級設置[1]。
- 2018年（平成30年）9月 - 高等部の生徒に対する暴言・暴力問題が発覚。
- 2023年（令和5年）4月 - 名古屋市立天白特別支援学校に校名変更[2]。

## 障害を持つ生徒に対する体罰問題
高等部3年生を指導する当時59歳の男性教諭が障害を持つ男子生徒に対して「アホ」「デブ」などの暴言を繰り返していたことが発覚した。
学校側はその事実を認知しており、問題の教諭は複数の生徒に対して屋外での授業中に「お前何やってるんだ！」と怒鳴ったり、部活中にプラスチック製のバットで床を殴っていた。同校に通う児童・生徒の親とみられるSNSアカウントから「天白養護学校は隠蔽体質だ」などという指摘も相次いだ。同校のS校長は、「体罰だと認識している」と主張した。また、本件の問題を取り扱うサイトに問題教諭の書き込みだと思われるコメントが管理人側に届きコメント内に差別用語が用いられていたとされる問題も発覚している。
2018年12月に教諭が元生徒に対する暴行罪で略式起訴された。2019年3月に正式裁判となり、名古屋地裁から罰金30万円の判決を言い渡された。その後、定年退職。
2020年9月25日、教諭から暴行を受けて精神的苦痛を受けたとして、上記の元生徒が名古屋市と元教諭を相手取り、慰謝料など550万円を求める訴訟を名古屋地裁に起こした。2024年1月30日、名古屋地裁は市の安全配慮義務違反を認め、165万円の賠償を命じた。元教諭への請求は棄却した。地裁の西村修裁判長は判決理由で元教諭が元生徒らに日常的に暴行していたと認定。学校側は情報提供で状況を認識していながら、早期に調査や報告をしなかったとして、市の責任を認めた。

## 所在地
- 愛知県名古屋市天白区植田山二丁目101番地

## アクセス
- 名古屋市営地下鉄鶴舞線 いりなか駅・植田駅または東山線星ヶ丘駅から名古屋市営バス[8]で「植田山住宅北」下車、徒歩約3分